# Pesem o Igorjevem pohodu
Pesem o Igorjevem pohodu (staroslovansko Слово о плъку Игоревѣ, Slovo o plŭku Igorevě; ukrajinsko Слово о полку Ігоревім, Slovo o polku Ihorevim; rusko: Слово о полку Игореве, Slovo o polku Igoreve; polni naslov: Сло́во о похо́де И́гореве, И́горя, сы́на Святосла́вова, вну́ка Оле́гова) je staroruski junaški ep. 
Od številnih staroruskih junaških pesmih, tako imenovanih bilinah, ki opevajo zlasti prigode junaka Ilije Muromca, se je kot edini primerek staroslovanskega epa ohranilo starorusko besedilo Pesmi o Igorjevem pohodu. Besedilo pesmi je bilo ohranjeno v rokopisu iz 15. stoletja. Prvo tiskano knjgo so izdali v Moskvi leta 1800. V času Napoleonevega pohoda na Rusijo je v velikem moskovskem požaru 1812 rokopis zgorel, od tod poznejši dvomi ali ne gre za mlajši ponaredek, vendar je veljavnejše mnenje, da je delo nastalo okoli leta 1200, takoj po dogodkih, ki so v delu opevani. Leta 1185 je Knez Igor iz Novgoroda šel v boj s Kumani, bil premagan in ujet, nato pa uspel pobegniti iz ujetništva.
Ep je kratek, napisan v ritmizirani prozi, epska osnova je šibka, ker jo pesnik prepleta z refleksivnimi, lirskimi in poučnimi deli. Ideje so krščansko-fevdalne, enotnost ruskih knezov in njihov boj zoper poganske Tatare je osrednja tema.